# Nikolai S. Akulov
Nikolai S. Akulov (n. 12/25 decembrie 1900, Oriol, gubernia Oriol⁠(d), Imperiul Rus – d. 21 noiembrie 1976) a fost un fizician sovietic și bielorus, profesor universitar la Moscova și academician al Academiei de Științe din RSS Belarus, unul din liderii cercetărilor magnetismului în URSS.

## Biografie
S-a născut într-o familie de negustori din Oriol. A studiat la gimnaziu, iar în anii războiului civil a aderat la Armata roșie și a luptat într-un detașament împotriva generalului Ulagai. S-a demobilizat în anul 1921, iar după aceasta s-a înscris la facultatea de chimie a Institutului politehnic din Kuban. În anul 1922 s-a mutat la Moscova unde a continuat studiile la facultatea fizico-chimică a Institutului în numele lui G.V. Plehanov, de unde s-a transferat la facultatea de fizică și matematică a Universității din Moscova, pe care a absolvit-o în anul 1926. A perfectat lucrarea de diplomă în laboratorul lui N.A. Izgarășev, iar după a absolvire a fost admis ca doctorand (aspirant)în laboratorul de magnetism al  profesorului V.K. Arkadiev.Este candidat în științe din anul 1923 și doctor din anul 1936.
- Membru-corespondent al Academiei de științe din R.S.S. Belarus (1940)
- Profesor universitar din anul 1931 până în anul 1954 la Universitatea din Moscova
- În anii 1955-1957 profesor la Institutului de construcții chimice din Moscova
- Din 1963 șef al laboratorului de fizică a controlului nedestructiv din Minsk (RSS Belarus)
- Din 1967 șef de laborator la același institut

## Activitate științifică
Lucrarile științifice sunt axate pe problema fotoefectului, momentul quadruplar al atomului de fier, magnetistricția, teoria atomica a feromagnetismului, anizotropiei fieromagnetice, histerezei,inclusiv pirderilor la histereză,  teoriei monocristalelor și a curbelor lor de magnetizare, inclusiv în câmpuri intense externe,precum și dependența acestora de temperatură,  efectului magnetomecanic,  deformării plastice a monocristalelor. A fost de asemenea interesat de fizica particulelor elementare, clasificarea acestora,  dar în acest domeniu lucrările sale nu au trezit interes.

## Discipoli
- Lenid Kirenskii
- Konstantin P. Belov
- Eugen I. Kondorski